# 나스카와 마사히로
나스카와 마사히로(일본어: 那須川 将大, 1986년 12월 29일 ~ )는 일본의 전 축구 선수이다.

## 구단 경력
그는 2009년부터 2021년까지 J리그의 도쿄 베르디, 도치기 SC, 도쿠시마 보르티스, 마쓰모토 야마가 FC, 오이타 트리니타, 후지에다 MYFC에서 활동하였다.